# Abbigliamento nell'Alto Medioevo

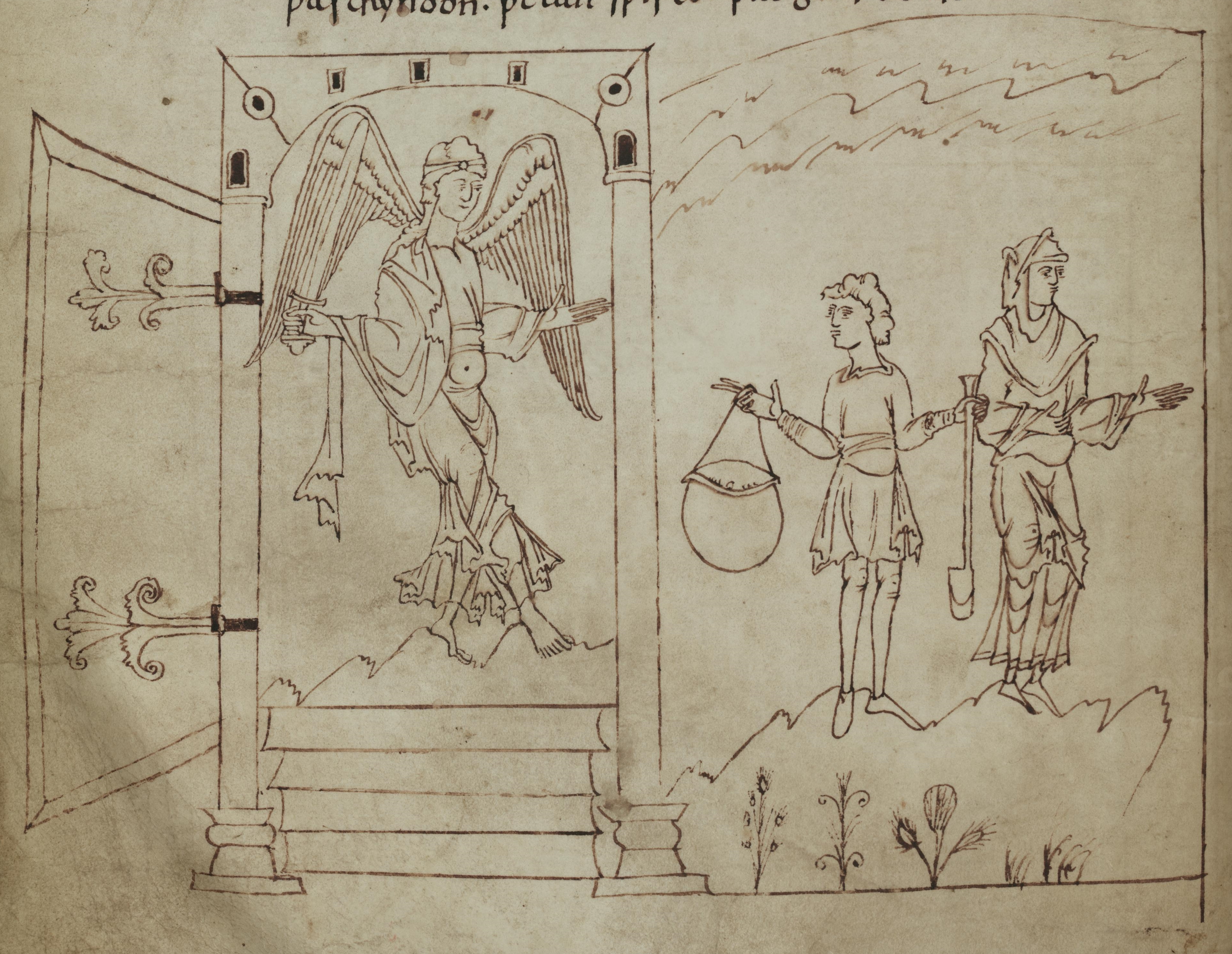
"Adamo ed Eva", ill. del manoscritto di Caedmon, c. 950.

La storia dell'abbigliamento nell'Alto Medioevo europeo (400-1100) si connaturò in una lenta evoluzione stilistica che portò la moda romana ad incorporare elementi stilistici tipici della cultura degli invasori barbari che, a partire dal V secolo, occuparono l'Impero romano d'Occidente: Franchi, Goti, Burgundi, Sassoni, Longobardi. Per un periodo piuttosto lungo si mantenne infatti viva una distinzione etnico-culturale che osteggiò lo sviluppo di una moda uniforme: i germani restarono legati al loro vestiario tradizionale là dove invece la popolazione dell'Impero, i cosiddetti "romanici", continuò a vestirsi secondo la moda romana. Le differenze più facilmente evidenziabili riguardavano la moda maschile: i germani indossavano corte tuniche (kyrtill) con cintura e brache in vista, mentre i romani continuavano ad indossare la tunica lunga fino alle ginocchia (a volte alla caviglia). La moda religiosa poi diffusasi in Europa nel corso del Medioevo venne appunto definita in questo scorcio di secoli, ereditando stilemi tipicamente romani. Al volgere dell'Anno Mille, le preesistenti differenze suntuarie si appianarono, portando alla codifica di uno stile uniforme contraddistinto però, per quanto riguarda la moda maschile, dal persistere di due tipologie di "standard": tunica corta per uomo di bassa estrazione sociale e tunica lunga per il membro delle élite.
Molti aspetti del vestiario alto-medievale restano ad oggi sconosciuti. Ciò in ragione del fatto che le fonti, soprattutto quelle archeologiche, sono scarse o difficilmente interpretabili. Le informazioni tramandate ai posteri riguardano principalmente il vestiario delle classi sociali più alte, i cui membri venivano inumati vestiti con tanto di corredo funebre (almeno sino al persistere di usanze pagane presso le popolazioni europee).

## Materiali

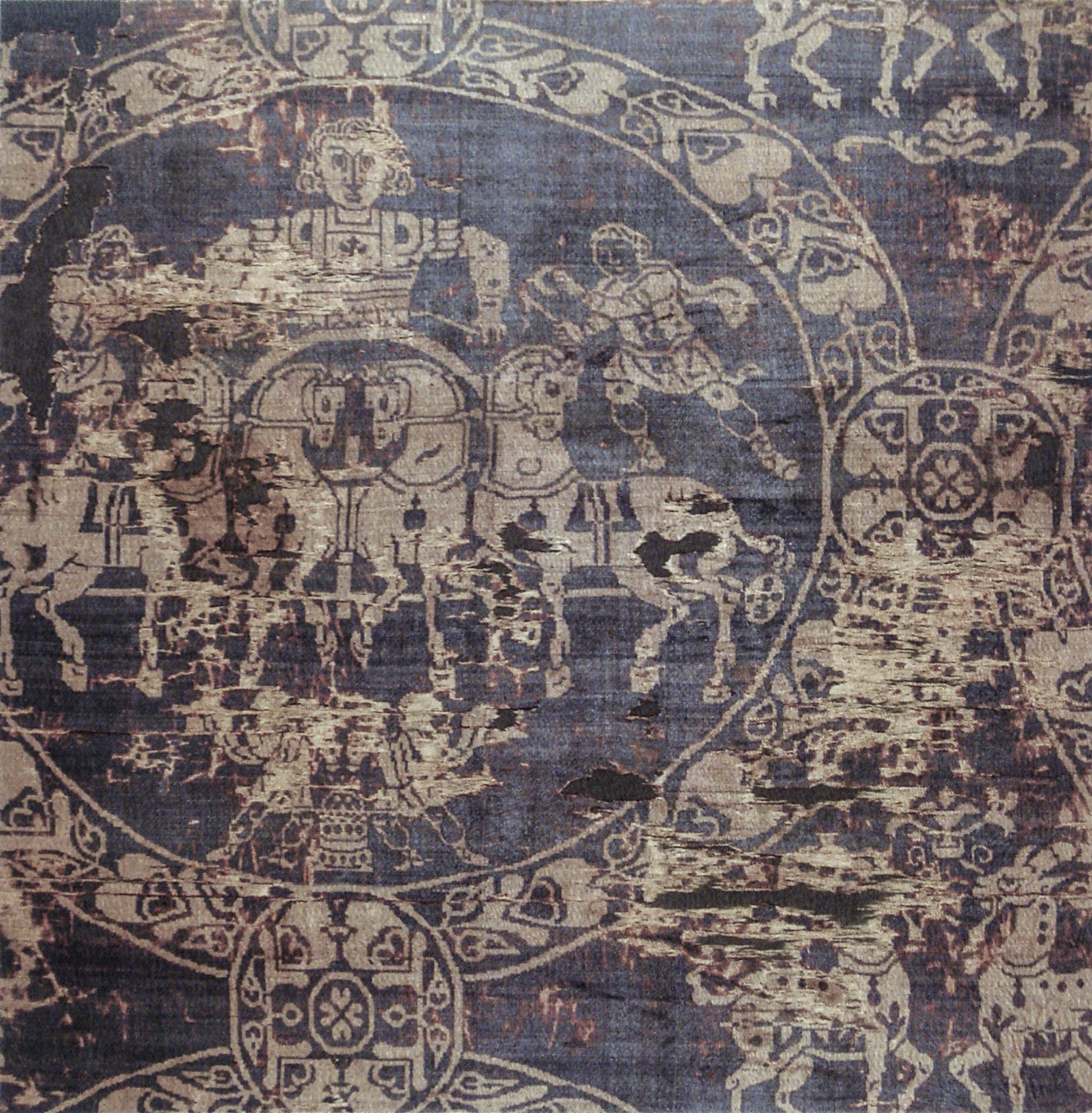
Il cosiddetto "Sudario di Carlomagno", sontuoso esempio di manifattura serica bizantina in possesso dell'imperatore franco. - Museo nazionale del Medioevo (Parigi).

La scarsità delle fonti non permette di ipotizzare in modo attendibile taglio e materiale del vestiario utilizzato dalle classi europee povere durante il periodo altomedievale. Le élite dominanti prediligevano materiali sontuosi, importati dalle terre anticamente occupate dall'impero romano d'oriente ed a quel tempo divise tra i bizantini e gli arabi: la seta (fond. in questo senso la produzione costantinopolitana) ed il cotone. I ricchi utilizzavano comunque anche lana colorata e lino sbiancati di produzione europea. La maggior parte delle persone probabilmente indossava solo lana/lino non colorato e pelle/pelliccia di animali cacciati a livello locale.
Seppur l'iconografia del tempo non permetta di rilevarlo, le prove archeologiche dimostrano che i tessuti altomedievali erano riccamente decorati a ricamo e spesso ottenuti con tecniche di tessitura particolarmente complesse e ricercate. Una solida tradizione sartoriale è attestata per gli Anglosassoni: v.si Opus anglicanum. Ben testimoniata dall'iconografia e dalle fonti (es. Paolo Diacono) è invece l'usanza di decorare gli abiti con bande e frange di tessuto differente (es. la seta).

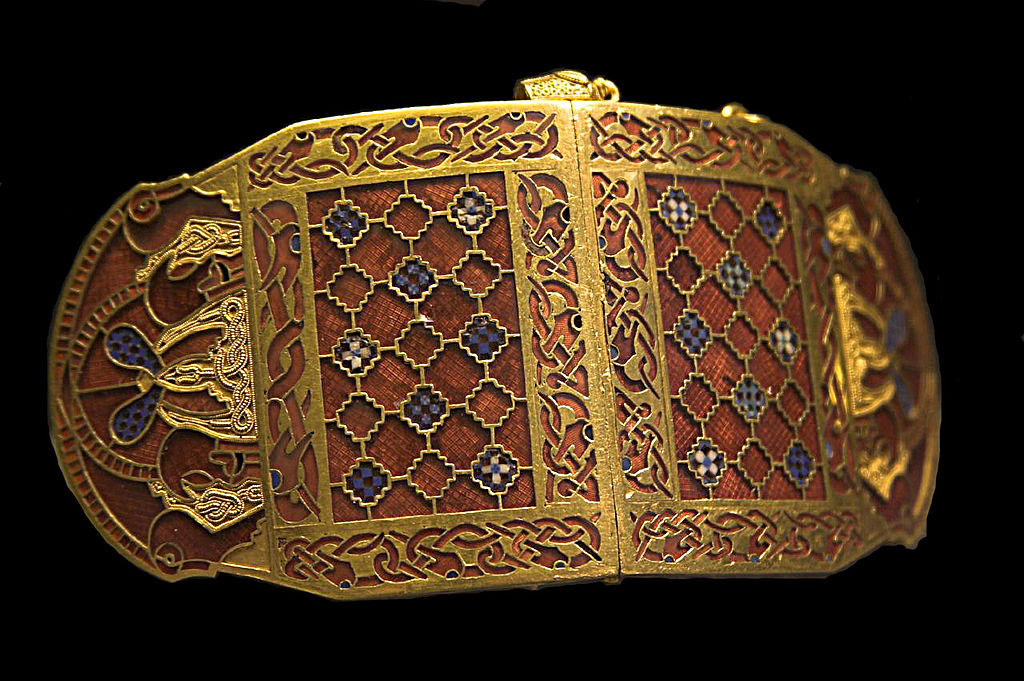
Sontuosa fibbia da spalla anglosassone dal sito di Sutton Hoo - VII secolo.

Sempre l'archeologia ha permesso di evincere la grande importanza data dalla società alto-medievale europea all'oreficeria.
L'uso di accessori "trasportabili" in metallo (per le armi, il mantello, l'armatura e/o i finimenti del destriero), pratica figlia di una cultura ancora profondamente intrisa di nomadismo barbarico, era infatti la principale indicazione dello status sociale elevato dell'uomo altomedievale. Di alcune culture romano-barbariche, ad esempio i Burgundi, possediamo non a caso solo testimonianze materiali di tipo orafo.
Non dobbiamo poi dimenticare che per tutto l'Alto Medioevo il possesso dell'arma in metallo, primariamente il coltello multiuso del tipo scramasax portato in bella mostra alla cintura, era fondamentale distintivo dello stato di "uomo libero".
I gioielli più superbi erano solitamente le spille per il mantello. La "Fibbia di Sutton Hoo" e la "Fibula di Tara" sono due degli esempi più famosi di gioielleria maschile britannica del periodo. Non mancavano però anche fibbie, borse, accessori per le armi (il balteo ed il fodero per la spada), collane e medaglioni di varia foggia: es. i bratteati. In Francia, oltre trecento api d'oro e gioielli (in origine forse suppellettili da appendere al mantello) sono state trovate nella tomba del re merovingio Childerico I (morto 481).

## Abbigliamento maschile

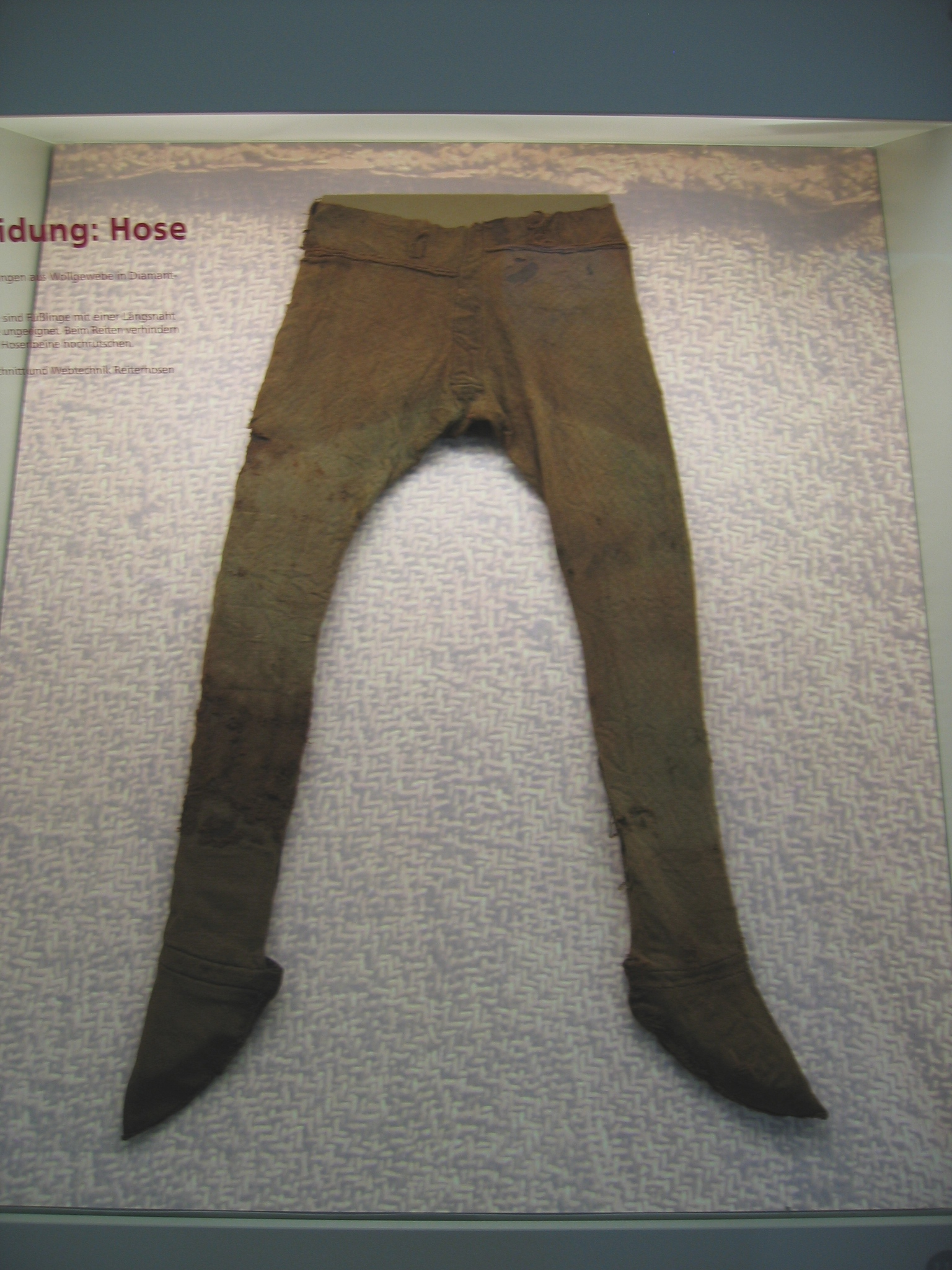
Pantaloni germanici (IV secolo) avvolgenti il piede, rinvenuti nella brughiera di Thorsberg.

L'indumento maschile primario era la tunica, generalmente ottenuta da un unico taglio di stoffa con un buco per il collo sulla linea di piegatura e delle maniche attaccate. I ricchi prediligevano tuniche molto lunghe, per poter ostentare il dispendio di materiale, realizzate in stoffe pregiate (ad esempio la seta) e molto colorate. Le classi meno abbienti ed i guerrieri, portavano tuniche lunghe massimo sino al ginocchio. La tunica era chiusa in vita da una cintura, in pellame o stoffa più robusta. In ragione dell'asprezza del clima, potevano essere indossate due tuniche: una più leggera, a contatto con il corpo, ed una più pesante. In questo caso, la sotto-tunica era solitamente più lunga, anche di maniche, per poter essere visibile ed ostentare, una volta ancora, la ricchezza del portatore che poteva permettersi due capi di vestiario. Nell'Europa Settentrionale ed in Scandinavia, le popolazioni germaniche ricorrevano una particolare tipologia di tunica-soprabito, il cosiddetto kyrtill, sciancrata sui fianchi ed aprentesi in una gonnella nella parte terminale.
L'uso dei pantaloni risentiva di considerazioni climatiche: aderenti (spesso avvolgenti i piedi) nei paesi più freddi e via via più larghi, sino a sparire del tutto, nei paesi più caldi. Erano utilizzati sia i gambali, ottenuti avvolgendo la gamba con strisce di stoffa (di colore bianco per i Longobardi) poi chiuse da lunghi lacci (presumibilmente di cuoio), fors'anche portati insieme a pantaloni larghi, sia le calze strette. Il ricorso da parte dei romani ai "barbari" pantaloni (lat. braccae)  (pratica avviata nel III secolo dai legionari di stanza nelle province più settentrionali dell'Impero: come per esempio la Germania) costituisce appunto il più evidente esempio della contaminatio suntuaria in corso in Europa nel periodo.

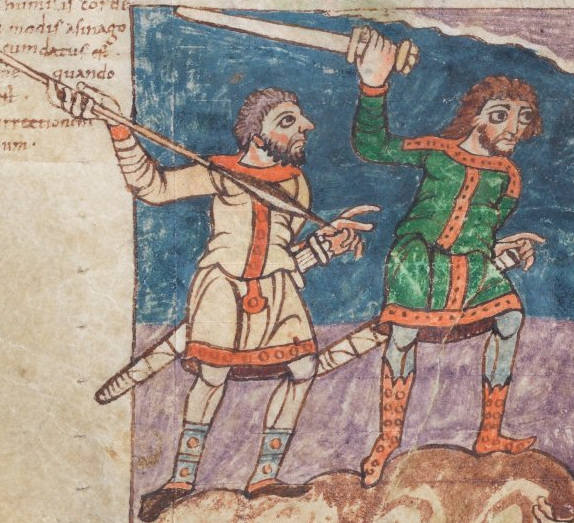
Guerrieri franchi con tuniche corte bordate e pantaloni/gambali - ill. dal "Salterio di Stuttgart", f. 7v (ca. 830).

L'indumento principe per garantire maggior protezione contro i rigori dell'inverno era ancora il mantello. I Franchi utilizzavano ancora il tipico mantello germanico in lana grezza (cosiddetto "saie"), lungo a malapena fino alla vita e fissato da una fibbia alla spalla sinistra (per lasciare il braccio destro libero di maneggiare la spada), non dissimile dal sagum dei legionari romani. Presso i Gaeli di Scozia e Irlanda era ancora in uso il lungo mantello policromo (cosiddetto tartan, chiamato "versicolor sagulum" da Tacito) da cui avrebbe avuto origine il plaid.
La foggia della fibbia da mantello variava tra le diverse popolazioni: i Franchi prediligevano la fibula, gli Anglosassoni le spille di forma rotonda, come i Burgundi, mentre i Gaeli restavano fedeli alla fibula "penannular" tipica dei Celti. Si trattava sempre di manufatti quanto più pregiati possibile, veri e propri gioielli nel caso di fibule appartenute ai sovrani: ad esempio la "Fibula di Tara" o "Fibula di Hunterston".
I copricapi più diffusi erano il capperone germanico, un cappuccio collegato a degli spallacci, per proteggersi dal freddo e dalle intemperie ed il cappello romano di paglia a tese larghe per proteggersi dal caldo.
Le scarpe, non sempre indossate dai più poveri che, specialmente nei climi caldi, giravano scalzi, erano semplici suole di cuoio i cui lati venivano ripiegati sul collo del piede e assicurati l'uno all'altro dalle stringhe (cosiddette "turnshoe"), lasciando conseguentemente scoperta parte del piedo stesso: la "scarpa longobarda" era aperta fino all'alluce.

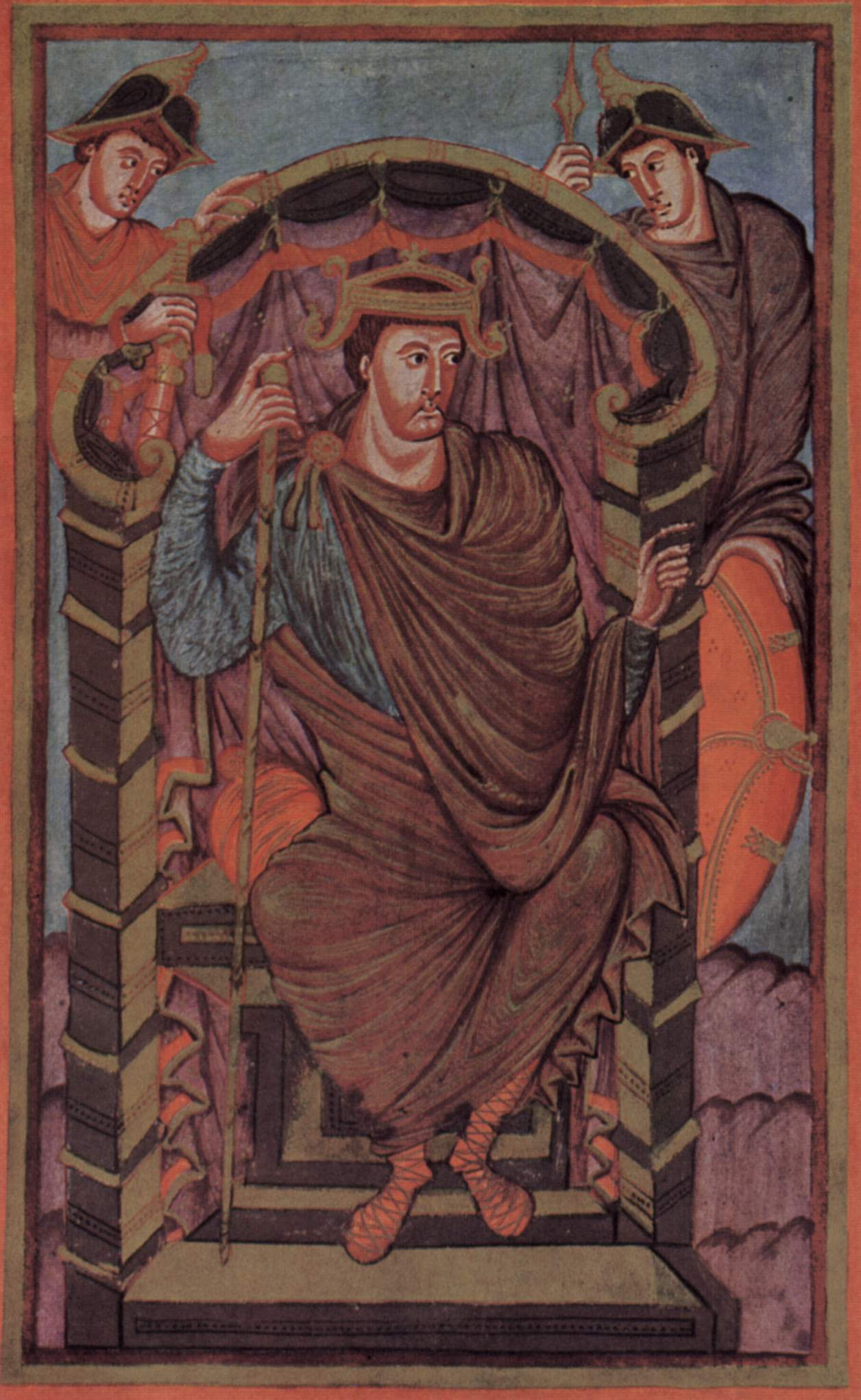
Lotario I vestito con una lunga tunica azzurra di gusto romano coperta da un lungo mantello rosso, c. 850.

Una preziosa testimonianza scritta sulla moda maschile franca del VIII secolo ci viene fornita dalla Vita et gesta Caroli Magni di Eginardo:
(Eginardo, Vita et gesta Caroli Magni, 23)

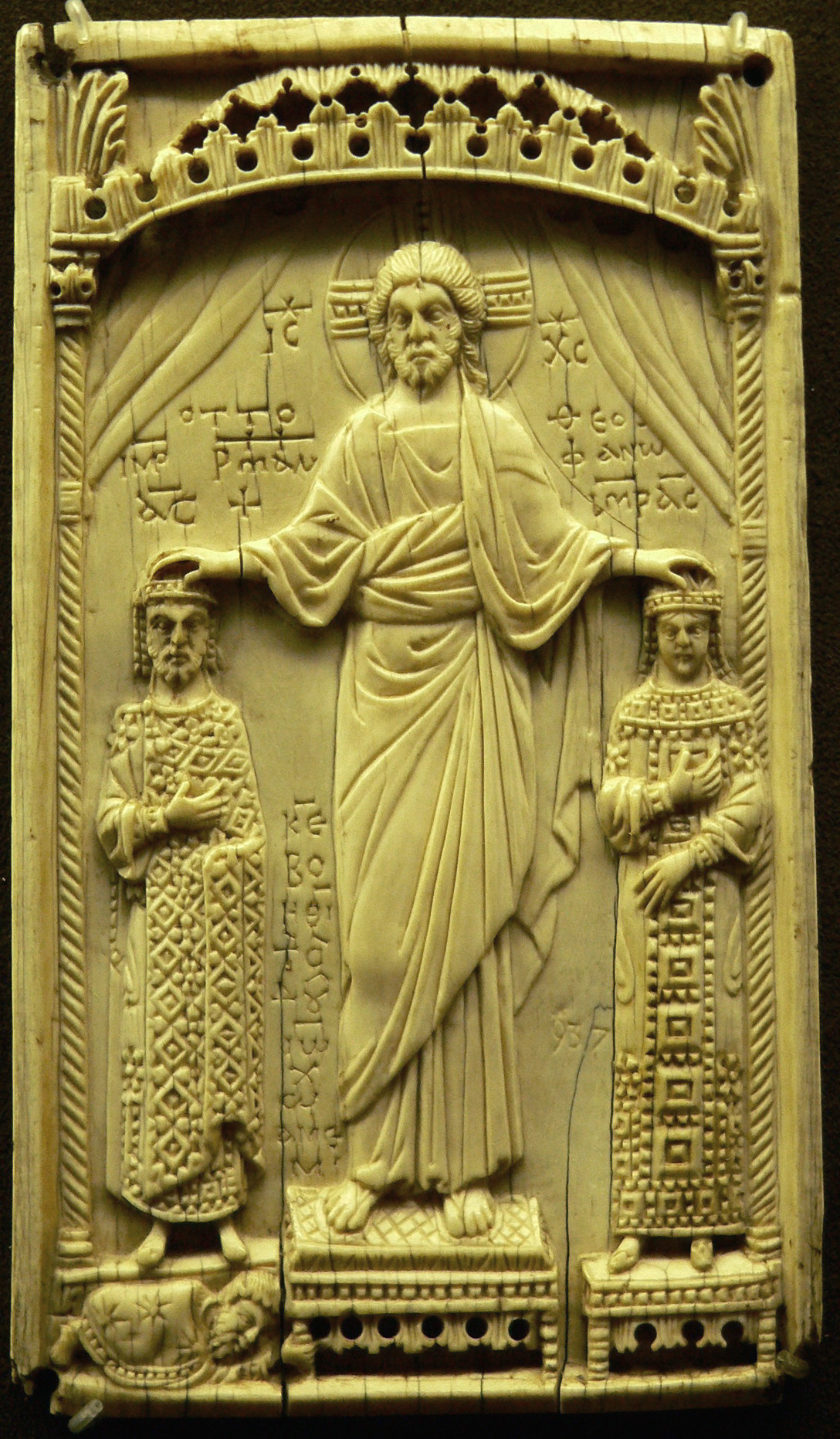
La coppia imperiale Ottone II-Teofano in abiti bizantini - bassorilievo su avorio (ca. 983) - Museo nazionale del Medioevo (Parigi).

Il testo di Eginardo è doppiamente utile in quanto ci fornisce anche indicazioni precise circa lo "scarno" vestiario rituale di Carlo Magno, a quel tempo il più importante dei sovrani romano-barbarici d'Europa. L'abbigliamento rituale riportatoci dalle fonti archeologiche per i sovrani anglosassoni del periodo è sostanzialmente lo stesso: tuniche, branche, gambali e mantelli ornati da fibule ed oreficeria varia.
Solo nel corso del X secolo, i sovrani europei, anzitutto i Sacri Romani Imperatori, arricchirono il loro guardaroba con opulenti paramenti d'ispirazione bizantina: vesti trapuntate d'oro e gioielli. Il processo giunse a piena maturazione al tempo degli Ottoni, complice il matrimonio tra l'imperatore germanico Ottone II e la principessa bizantina Teofano: i due sposi vengono raffigurati con paludamenti regali costantinopolitani su di una tavola d'avorio oggi al Museo nazionale del Medioevo di Parigi.

## Abbigliamento ecclesiastico
Durante il Periodo delle Migrazioni, il vestiario del clero europeo non differiva affatto dal vestiario della popolazione laica dell'Impero Romano Occidentale. Nel corso dell'Alto Medioevo, mentre il vestiario dei laici si contaminava di elementi germanici, quello degli ecclesiastici restava legato al vecchio modello romano e lo sviluppava, diversificando vestiario e paramenti per i vari ranghi della classe sacerdotale (casula, piviale, pallio, stola, manipolo, dalmatica) con specifiche e severe prescrizioni su chi potesse indossare cosa e quando. Questi paramenti sacrali sono oggi parte integrante della liturgia nel Cattolicesimo romano e nel Cristianesimo ortodosso.
L'enorme ricchezza ammassata dalle chiese e dai monasteri permetteva inoltre ai religiosi di permettersi vesti riccamente decorate da materiale prezioso e ricami e/o ottenute con pregiati tessuti come la seta.
Il clero secolare disponeva anche di una tunica chiara, stretta in vita da una cintura a corda, da indossare "fuori servizio". I monaci, invece, indossavano il saio, derivato dal sagum dei militari, o la cocolla. I religiosi che potevano permettersi un mantello lo portavano chiuso da una fibula/spilla sul petto, non sulla spalla come i laici, poiché non dovevano poter imbracciare la spada. Gli alti prelati portavano come segno distintivo un pastorale riccamente decorato.
Nei primi secoli del medioevo esistevano due tipologie di tonsura: quella romana (sommità del cranio rasato) e quella celtica (processo frontale rasato, da orecchio a orecchio). In Inghilterra, la scelta venne disciplinata in favore della tonsura romana al tempo del Sinodo di Whitby (VII secolo).

## Abbigliamento femminile

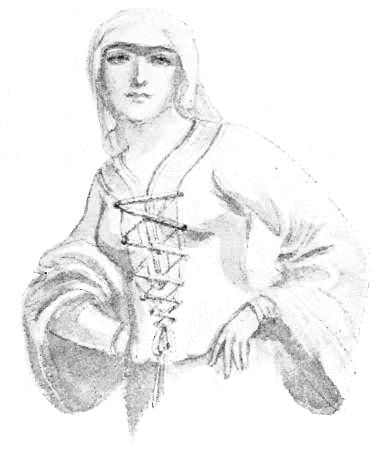
Donna dell'Alto Medioevo - ill. di Percy Anderson in (1906), Costume Fanciful, Historical and Theatrical.

Durante il Periodo delle Migrazioni, le donne portavano una veste simile al peplo, di lunghezza variabile (alcune pietre tombali anglo-sassoni presentano modelli poco più lunghi del tronco) fermata alla spalla da una fibula, ed una sotto-veste di lana di lunghezza variabile.
L'abbigliamento femminile standard nell'Alto Medioevo propriamente detto è una lunga veste manicata di lana con scollatura verticale frontale, solitamente dotata di lacci come un corpetto (quanto meno per le donne in età d'allattamento). I bordi e gli orli, per le donne d'alto rango, potevano essere riccamente decorati da ricami: es. v.si opus anglicanum. Sotto alla veste venivano presumibilmente indossate delle calze di lunghezza variabile (tenendo comunque conto del fatto che la lunghezza della veste le avrebbe quasi interamente coperte) ed una sotto-veste parimenti manicata più lunga della sopra-veste per le medesime ragioni evidenziate nell'abbigliamento maschile. In ragione del freddo e delle intemperie, erano poi certamente in uso cappe e/o mantelle. Si ritiene però che la pelliccia non fosse ostentata dalla donna alto-medievale ma utilizzata per foderature anche a mo' di panciotto.
Con il diffondersi del cristianesimo, le donne sposate iniziarono a coprire i capelli in pubblico con fazzolettoni, cappucci e mantelline, gettando le basi per lo sviluppo successivo del soggolo. L'uso della fibula resta ampiamente diffuso e testimoniato ma, differentemente dagli uomini, le donne, anche di alto ceto sociale, non portano fibule/spille particolarmente sfarzose ed appariscenti.

## Varianti regionali
Rispetto all'Europa continentale, l'areale mediterraneo (i.e. Italia, Occitania, Spagna) fu caratterizzato dal persistere di una forte impronta suntuaria tardo-romana, fenomeno cui concorse l'aggressiva politica di renovatio imperii promossa dall'Impero Bizantino sin dai tempi di Giustiniano I.
In Italia la presenza, sino all'VIII secolo inoltrato, di forti enclave bizantine (Roma, Ravenna, Venezia, ecc.) coordinate dall'Esarca, contribuì al diffondersi tra le alte classi sociali del sontuoso vestiario "neo-romano" della corte di Costantinopoli: tuniche policrome coperte da vari paludamenti in uso agli ecclesiastici come la dalmatica utilizzata a mo' di sopraveste ed il pallio quale distintivo di rango. Massiccio fu anche l'influsso bizantino sulla produzione orafa romano-barbarica dell'Italia occupata dai Longobardi nel VI secolo: v.si Corona di Teodolinda.
In Spagna, dopo un'iniziale fase di coabitazione tra il romano-barbarico Regno visigoto e le locali enclave bizantine, l'avvio della dominazione araba nell'VIII secolo concorse allo sviluppo di un vestiario ibrido diverso da qualsiasi altro in Europa: massiccia diffusione tra le élite, anche cristiane, di sete decorate a stilemi tipicamente islamici (cosiddetto arabesco); gusto pronunciato per i colori accesi, ancora oggi riscontrabile nel vestiario tradizionale della Spagna sud-orientale; larghi pantaloni "zaragüelles" derivati dalle brache arabo-persiane sarāwīl; ecc.
Parimenti, in Europa settentrionale, dove l'influenza suntuaria romana era scarsa, persistettere forme di vestiario "barbare".
Nelle Isole Britanniche, almeno sino al VIII secolo, gli Anglosassoni mantennero forme di vestiario abbastanza arcaiche e lo stesso fecero i Gaeli, il cui indumento unisex principale restava il mantello di lana (bran) sotto al quale indossavano una tunica (léine) più lunga per le donne.
In Scandinavia, la moda maschile non differiva da quella europea propriamente detta, salvo il persistere in uso del kyrtill come veste in luogo della tunica vera e propria. Particolare era invece la moda femminile, con lunghe vesti tubolari assicurate alle spalle della donna da una coppia di lacci da agganciarsi alle spille poste sulle spalle. Il persistere (almeno sino al X secolo) del paganesimo tra i vichinghi scampò inoltre le loro donne dalla moda femminile imperante sul continente di coprire i capelli con veli e cuffie.

### Esplicative
1. ↑  Piponnier, Nockert e Di Flumeri Vatielli 1991, v. I.
«Ben pochi sono gli abiti medievali che si sono conservati integri e ancora più rari i corredi, come quello ritrovato in una sepoltura reale a Las Huelgas in Spagna. Nella maggior parte dei casi le sepolture e i ritrovamenti nei centri abitati forniscono agli archeologi solo frammenti di tessuti, di cuoio, o di accessori metallici, testimonianze tuttavia preziose sulle materie prime usate per realizzare gli abiti e sulle decorazioni metalliche e la loro diffusione; gli scavi urbani nell'Europa settentrionale hanno spesso portato in luce calzature in cuoio, che permettono studi approfonditi nel settore.»
2. ↑  Celeberrimo l'esempio della cosiddetta "Armatura di Teodorico", un insieme orafo di ornamenti in oro e almandini (probabilmente una barda e non un'armatura) rinvenuto nel 1854 non lontano dal Mausoleo di Teodorico e trafugato nel 1924 dal Museo nazionale di Ravenna - il caso, irrisolto, funse da ispirazione al romanzo La corazza di Teoderico (a. 2014) di I.L. Federson.
3. ↑  Planché 1879, p. 36.
«[...] gold and silver chains and crosses, bracelets of gold, silver or ivory, golden and jeweled belts, strings of amber and other beads, rings, brooches, [and] buckles».
4. ↑  Il diffondersi di un vestiario neo-romano di derivazione bizantina è contestualmente anche attestato per gli arabi del deserto siriano - v.si (FR) R. Dussaud, La pénétration des Arabes en Syrie avant l'Islam, Parigi, 1955.

### Bibliografiche
1. ↑  Piponnier e Mane 1997, pp. 114-115.
2. ↑  Boucher 1966, pp. 164-172.
3. 1 2  Piponnier e Mane 1997, pp. 10-11.
4. ↑  Owen-Crocker 2004, pp. 309-315.
5. ↑  Østergård 2004.
6. 1 2  Paolo Diacono, IV 22.
7. 1 2  AAVV (1964), Le Muse : enciclopedia di tutte le arti, Novara, De Agostini, v. II, p. 491 - La produzione burgunda si incentrò sull'oggettistica di argento intarsiata con fili in metallo e pietre, sovrastata dalle immancabili fibule e talvolta presentante simboli cristiani. Le gioiellerie più attive sono state rintracciate proprio nella zona della capitale del regno, svelando numerosi esemplari di fibule circolari, mosaici di pietre, vassoi, calici decorati con temi geometrici e monete raffiguranti importanti personaggi burgundi.
8. ↑  (EN) A Note on Childeric's Bees, su penelope.uchicago.edu.
9. ↑  Paolo Diacono, I 23.
10. ↑  (EN) James Lever, Costume and Fashion : A concise story, Thames and Hudson, 1995,  p. 50.
11. ↑  Payne 1965, p. 90.
12. ↑  (LA) Publio Cornelio Tacito, 17, in De origine et situ Germanorum.
13. ↑  (LA) Publio Cornelio Tacito, 20, in Historiae, II.
14. ↑  (EN) LR Laing, The archaeology of late Celtic Britain and Ireland, c. 400–1200 AD, Taylor & Francis, 1975, ISBN 978-0-416-82360-8.
15. ↑  Owen-Crocker 2004, p. 123.
16. ↑  Piponnier e Mane 1997, p. 114.
17. ↑  Planché 1879, p. 83.
18. ↑  (EN) Daniel McCarthy, On the Shape of the Insular Tonsure, in Celtica, n. 24, 2003,  pp. 140-167.
19. 1 2  Owen-Crocker 2004, p. 36.
20. ↑  (EN) W.M. Wylie, Fairford Graves, Oxford, John Henry Parker, 1852,  p. 23.
21. ↑  Owen-Crocker 2004, p. 42.
22. ↑  Owen-Crocker 2004, p. 61.
23. ↑  (EN) Iris Brooke, English Costume from the Early Middle Ages through the Sixteenth Century, Mineola (NY), Dover Publications Inc., 2000,  p. 14, ISBN 0-486-41238-5.
24. ↑  (ES) Eulalia Morral i Romeu e Anton Segura i Mas, La seda en España : Llegenda, poder i realitat, Barcellona, Lunweg Editores, 1991.
25. ↑  Bernis Madrazo 1955.
26. ↑  (ES) Manuel Berges [et al], Moda en Sombras, Madrid, Museo Nacional del Pueblo Español, 1991.
27. ↑  Payne, Winakor e Farrell-Beck 1992, p. 148.
28. ↑  (EN) James Logan, The Scottish Gael, Smith, Elder and Co., 1831.
29. ↑  Payne, Winakor e Farrell-Beck 1992, p. 153.

### Fonti
- (LA) Eginardo, Vita et gesta Caroli Magni.
- (LA) Paolo Diacono, Historia Langobardorum.
- (LA) Publio Cornelio Tacito, Historiae.

### Studi
- (ES) Carmen Bernis Madrazo, Indumentaria medieval española, Madrid, Instituto Diego Velázquez del Consejo Superior de Investigaciones Científicas, 1955.
- (EN) François Boucher, 20,000 Years of Fashion, Harry Abrams, 1966.
- (EN) Michael Frassetto, Encyclopedia of Barbarian Europe: Society in Transformation, Goodwill Colorado Springs, 2003, ISBN 978-1576072639.
- (EN) R. Netherton e G.R. Owen-Crocker (a cura di), Medieval clothing and textilies : Volume 1., Boydell Press, 2005, ISBN 1-84383-123-6.
- (EN) Else Østergård, Woven into the Earth: Textiles from Norse Greenland, Aarhus University Press, 2004, ISBN 87-7288-935-7.
- (EN) G.R. Owen-Crocker, Dress in Anglo-Saxon England, ed. rivista, Boydell Press, 2004, ISBN 1-84383-081-7.
- (EN) B Payne, G Winakor e J Farrell-Beck, The History of Costume, from the Ancient Mesopotamia to the Twentieth Century, 2. ed., HarperCollins, 1992, ISBN 0-06-047141-7.
- (EN) F. Piponnier e P. Mane, Dress in the Middle Ages, Yale University Press, 1997, ISBN 0-300-06906-5.
- F. Piponnier, M. Nockert e G. Di Flumeri Vatielli, Abbigliamento, in Enciclopedia dell'arte medievale, Roma, Istituto dell'Enciclopedia Italiana, 1991-2000.
- (EN) James Robinson Planché, A Cyclopaedia of Costume Or Dictionary of Dress, Including Notices of Contemporaneous Fashions on the Continent: A general chronological history of the costumes of the principal countries of Europe, from the commencement of the Christian era to the accession of George the Third, Londra, Chatto & Windus, 1879.
- (EN) S Youngs (a cura di), "The Work of Angels" : Masterpieces of Celtic Metalwork, 6th-9th centuries AD, British Museum Press, 1989, ISBN 0-7141-0554-6.